# Cantó de Sant Mamet-la Salvetat
El cantó de Sant Mamet-la Salvetat és un cantó francès del departament del Cantal, situat al districte d'Orlhac. Té 12 municipis i el cap és Sant Mamet-la Salvetat.

## Municipis
- Cairòls
- Marcolès
- Omps
- Parlan
- Pers
- Roana de Sant Mari
- Le Rouget
- Roumégoux
- Sant Mamet-la Salvetat
- Saint-Saury
- La Ségalassière
- Vitrac

## Història
| Data d'elecció                           | Identitat        | Partit           | Qualitat |
| ---------------------------------------- | ---------------- | ---------------- | -------- |
| 196.-1979                                | Jean Dauzié      | SFIO, després PS |          |
| 1979-1985                                | Firmin Bedoussac | PS               |          |
| 1985-1992                                | André Roquier    | RPR              |          |
| 1992-2011                                | Michel Lafon     | Divers droite    |          |
| 2011-                                    | Éric Février     | Divers droite    |          |
| les dades anteriors no són pas conegudes |                  |                  |          |
|                                          |                  |                  |          |

## Demografia
| 1962  | 1968  | 1975  | 1982  | 1990  | 1999  | 2007  |
| ----- | ----- | ----- | ----- | ----- | ----- | ----- |
| 5.622 | 6.148 | 5.854 | 5.712 | 5.569 | 5.499 | 5.923 |